# Moram spavat' anđele (2007.)
Moram spavat' anđele hrvatski je dugometražni film iz 2007. godine, redatelja Dejana Aćimovića. U glavnim su ulogama Goran Grgić, Nataša Dorčić, Vera Zima, Miralem Zubčević, Olga Pakalović te debitant Karlo Barbarić.
Film je ljubavna priča i obiteljska drama, a govori o odrastanju dječaka Gorana u Mostaru početkom 1970-ih. Dobitnik je nekoliko nagrada i priznanja, od kojih su najznačajniji uvrštenje među 40 najboljih europskih filmova za 2008. od strane Europske filmske akademije te prva nagrada publike na filmskom festivalu u Münchenu.

## Radnja
Radnja filma odvija se početkom 1970-ih u omanjem gradu bivše Jugoslavije (registarske pločice vozila impliciraju da se radi o Mostaru), gdje devetogodišnji dječak Goran (Karlo Barbarić) živi naizgled sretno i lijepo djetinjstvo. Uz njega su roditelji, majka (Nataša Dorčić) i otac (Goran Grgić) te djed (Miralem Zubčević) i baka (Vera Zima) s majčine strane. Goranova obitelj podrazumijeva ljude različitog podrijetla, shvaćanja i obrazovanja. Otac je liječnik, Hrvat, majka je Srpkinja, djed revolucionar, dok baka inzistira na poštovanju vjerskih običaja.
Vremenom se otac i majka počnu udaljavati. Otac napušta obitelj i ulazi u vezu s kolegicom (Gordana Gadžić), što majka teško podnosi, kao i neminovnu rastavu. Goran sve više vremena provodi izvan kuće, posebice u druženju s malom susjedom Lucijom (Zrinka Radić). Između djece razvija se prijateljstvo i prva ljubav. S ocem Goran povremeno posjećuje baku Tonku (Neva Rošić), očevu majku, ogorčenu udovicu koja ocu zamjera vjenčanje sa ženom druge nacionalnosti i uvjerenja. Povod se iščitava iz konteksta - supruga su joj nakon rata ubili komunisti. Dolaskom 1971. i Hrvatskog proljeća, očev prijatelj i Lucijin otac Nikola (Zdenko Jelčić) kao hrvatski domoljub prisiljen je pobjeći pred vlašću. Ubrzo ga slijede supruga i Lucija, što dodatno rastuži Gorana.
Majka počinje izlaziti s profesorom tjelesnog odgoja Slavkom (Siniša Popović), no ne uspijeva se upustiti u vezu s njim jer još uvijek voli svog supruga. Teško se razboli i mora ići na operaciju. Tada iznenada umre djed i tragedija jače poveže obitelj. Nakon što dozna da majka mora na drugu operaciju, otac napušta kolegicu Mariju i vraća se obitelji. Otac, Goran i baka zajedno putuju očevim automobilom na kliniku u Ljubljanu, gdje majka ostaje ležati nakon operacije. Posljednje riječi koje majka upućuje Goranu su "mama je umorna, moram spavat' anđele". Majka umire. Obitelj pri povratku svraća u Zagreb, gdje Goran ponovo vidi prijateljicu Luciju.

## Uloge
- Karlo Barbarić - Goran
- Nataša Dorčić - majka
- Goran Grgić - otac
- Vera Zima - baka
- Miralem Zubčević - djed
- Olga Pakalović - Mirjana
- Ksenija Marinković - Biljana
- Doris Šarić-Kukuljica - Safija
- Zrinka Radić - Lucija
- Gordana Gadžić - Marija
- Neva Rošić - baka Tonka
- Ivan Brkić - Gojko
- Žarko Savić - Mustafa
- Siniša Popović - Slavko
- Slaven Knezović - Jorgovan

- Nives Ivanković - Maca
- Petar Mirčevski - zastavnik
- Urša Raukar - Ana
- Zdenko Jelčić - Nikola
- Linda Begonja - učiteljica
- Jerko Marčić - Mesud
- Franjo Dijak - inspektor
- Ermin Sijamija - kolega doktor
- Marija Borić - medicinska sestra
- Ilija Ivezić - djedov suborac
- Mijo Pavelko - pacijent
- Draško Zidar - konobar
- Mladen Čutura - pop
- Branko Spajić - trafikant
- Mesud Dedović - smetlar
- Željko Kirin - taksist #1
- Momčilo Nožica - taksist #2
- Svetoslav Cimbaljević - kafedžija
- Andrej Krivak - Danijel
- Matija Stivić - Igor
- Mario Vegrić - Edo
- Tit Emanuel Medvešek - Suad
- Željko Stivić - doktor
- Josip Brčić - prodavač na tržnici
- Irena Stepić - doktorica
- Ana Romano - sestra u Ljubljani
- Roni Yosef - čovjek s kaučem #1
- Kasum Cana - čovjek s kaučem #2
- Joško Čagalj Jole - pjevač
- Vjekoslav Rimac - milicajac
- Bojan Navojec - muškarac na klupi
- Krsto Dražen Križanić - prodavač kestena
- Zlatko Subotičanec - dirigent orkestra
- Ana Stojković - djevojka u čekaonici

## Produkcija
Film su producirali DA Film, HRT, Bosanskohercegovačka radiotelevizija i Croatia Film, uz sufinanciranje Ministarstva kulture Republike Hrvatske.
Dejanu Aćimoviću ovo je bio drugi cjelovečenji igrani film u ulozi redatelja. Za prvi, Je li jasno, prijatelju? iz 2000. sam je napisao scenarij, dok je za Moram spavat' anđele scenaristica njegova sestra Tatjana. Rođen u Čapljini, Aćimović je zajedno sa sestrom realizirao obiteljsku dramu koja se elementima oslanja na njihovo zajedničko odrastanje. Film je sniman u Bjelovaru, koji je trebao dočarati Mostar 1970-ih. Veliki je produkcijski trud uložen u vjernu rekonstrukciju atmosfere tog vremena, od vozila, odjeće i glazbe pa do arhivskih snimaka, kao što su one sa Svjetskog prvenstva u košarci 1970. ili govor Savke Dabčević-Kučar iz svibnja 1971. Svoje su debitantske uloge ostvarili mladi Karlo Barbarić i Zrinka Radić, a u filmu se pojavljuje i pjevač Jole.
Moram spavat' anđele premijerno je prikazan na Festivalu igranog filma u Puli 2007., a u kino distribuciju pušten je 8. travnja sljedeće godine. Film je u redovitoj distribuciji prilagođen gluhim, slijepim i slabovidnim osobama.

### Glazba
Godine 2008. u izdanju Croatia Recordsa izašao je album s glazbom iz filma. Producent i skladatelj većeg dijela glazbe s albuma istarski je glazbenik Livio Morosin, poznat po suradnji s Alenom Vitasovićem tijekom 1990-ih. Pjesme izvode Jole, Nives Ivanković i drugi.

#### Popis pjesama s albuma
1. "Uvod" - 1:51
2. "Uvod drugi" - 2:20
3. "Tike, Tike, Tačke" (glazba i stihovi Đorđe Novković, vokal Jole) - 2:49
4. "Pitaš gdje je moja ljubav" (glazba María Teresa Vera, stihovi Livio Morosin, vokal Jole) - 4:14
5. "Groblje" - 1:23
6. "Baka Tonka" - 1:34
7. "Rane moje" (glazba i stihovi Aksentije Šoškić, vokal Nives Ivanković) - 3:40
8. "Zvončići" - 1:11
9. "Bella Ciao" (narodna, vokali Olga Pakalović, Ksenija Marinković, Nataša Dorčić) - 1:32
10. "Bicikleta" (glazba Suzana Matušan, stihovi Livio Morosin) - 1:30
11. "Ogledalo" - 0:42
12. "Sreća" (glazba María Teresa Vera, stihovi Livio Morosin) - 1:07
13. "Odlazak Lucije" - 2:47
14. "Majka" - 3:59
15. "Finale" - 2:50
16. "Pitaš gdje je moja ljubav" (vokal Livio Morosin) - 4:20
17. "Pitaš gdje je moja ljubav" instrumental - 3:19

## Reakcije

### Kritika
Prema mišljenju novinara Jutarnjeg lista, Jurice Pavičića, "Moram spavat' anđele" je pristojan film koji nema mnogo izuzetnih vrlina, a ima možda samo jednu veću manu: filmova poput ovog vidjeli smo jako mnogo. Kritičar Boško Picula napisao je da je "Moram spavat' anđele" u konačnici komunikativan rad s nizom dobro zamišljenih likova čiji polagani ritam i opća mjesta ne smetaju ni komunikaciji s publikom niti razumijevanju bosansko-hercegovačke realnosti na početku olovnih 1970-ih i da Aćimović nije pogriješio odlučivši se za dugometražni film. Fokusirao se na percepciju dječaka kao svog filmskog alter ega ne bez nadahnuća u filmovima Federica Fellinija i Emira Kusturice. Ništa loše. Dapače.
Robert Jukić je napisao da bi "Moram spavat' anđele" trebao biti neka vrsta još jednog domaćeg 'Amarcorda', ali opet, nedostatak duhovitosti i šarma (kojih se redatelji možda i boje) samo ga smješta u aktualnu hrvatsku kinematografiju.

### Nagrade i priznanja
Nataša Dorčić dobila je za ulogu majke Zlatnu arenu za najbolju glavnu žensku ulogu na Festivalu igranog filma u Puli 2007. godine. Olga Pakalović je nagrađena za najbolju sporednu žensku ulogu, skladatelj glazbe Livio Morosin dobio je Vjesnikovu nagradu "Breza" za najboljeg debitanta, a film je dobio i nagradu Žirija mladih filmofila za najbolji film Nacionalnog natjecateljskog programa.
Europska filmska akademija uvrstila je Moram spavat' anđele među 40 najboljih europskih filmova za 2008. Film je dobitnik prve nagrade publike (Bayern 3 Publikumspreis) na filmskom festivalu u Münchenu 2008., u konkurenciji 237 filmova iz cijeloga svijeta, kao i glavne nagrade ("Zlatna mimoza") na festivalu u Herceg Novom.

## Kućna izdanja
Film je 2008. izašao u DVD izdanju distributera Blitz film & video.

## Vanjske poveznice
- Službena stranica  Arhivirana inačica izvorne stranice od 3. rujna 2009. (Wayback Machine)
- Moram spavat' anđele u internetskoj bazi filmova IMDb-a